# Anagyris foetida
Anagyris foetida es una especie de planta medicinal perteneciente a la familia de las fabáceas. Es un arbusto o árbol de porte pequeño caducifolio, tóxico, con altura maxima de 4 m (aunque normalmente no pasa de los 2 m). Se trata de una especie relíctica de la flora subtropical del período terciario.

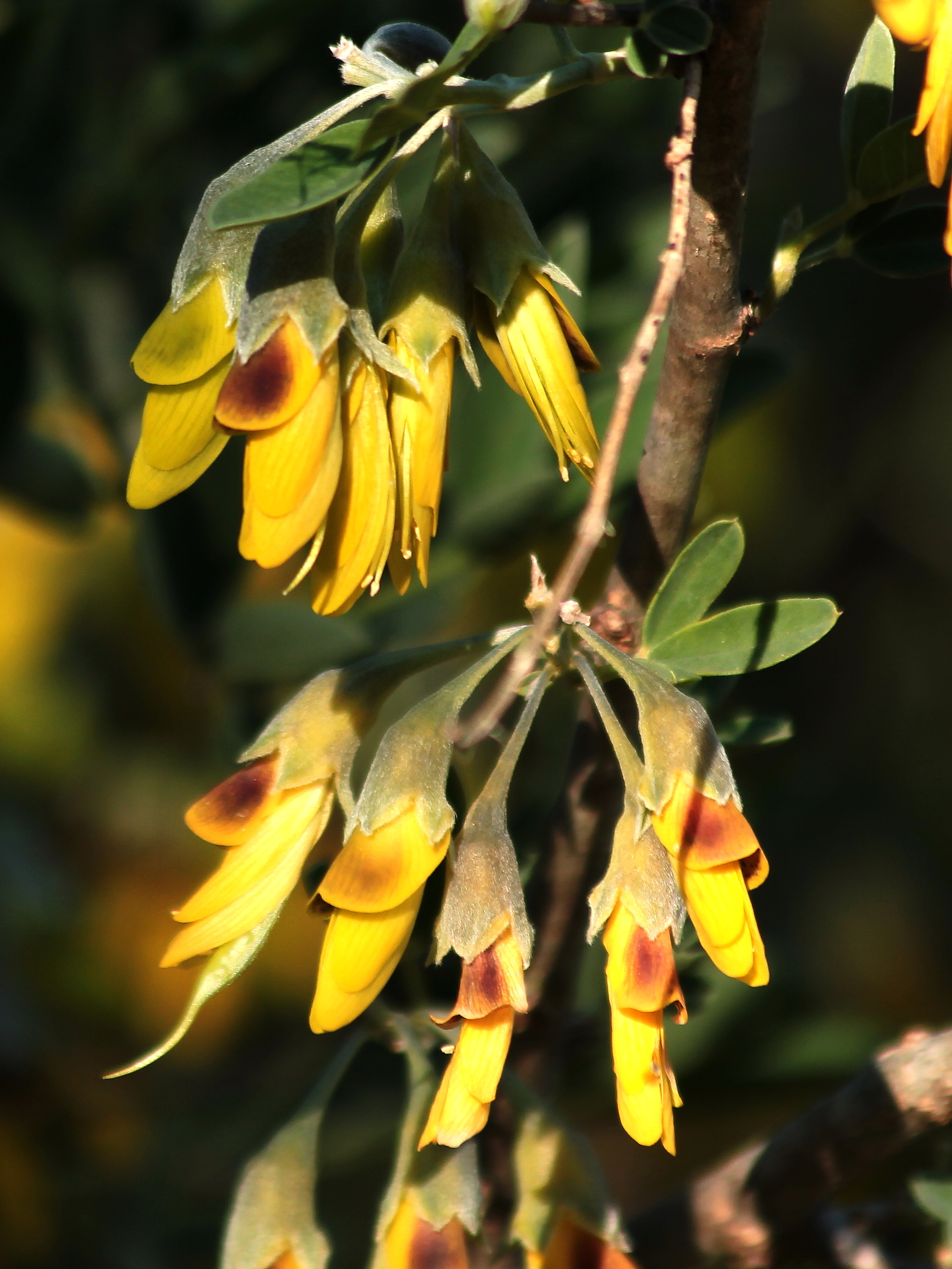
Detalle de la flor

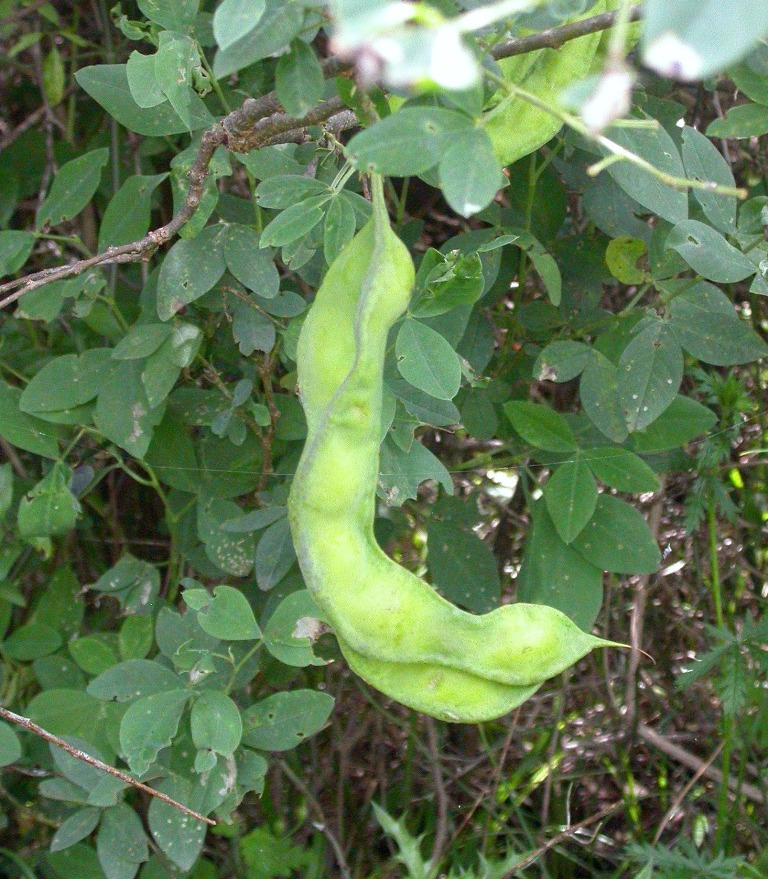
Fruto

## Descripción
Presenta hojas trifoliadas, que desprenden un olor que puede resultar desagradable, pero no tan fétido como se suele afirmar. Esta planta presenta la peculiaridad de ser una caducifolia de verano: pierde las hojas al principio de la estación seca y le vuelven a brotar con las primeras lluvias de otoño. Se trata de una adaptación a los secos veranos mediterráneos.
Las flores son de un color amarillo verdoso, con el estandarte mucho más corto que los otros pétalos. Las legumbres parecen pequeñas algarrobas de color verde. Florece en invierno y principios de primavera (febrero-marzo). Otro rasgo distintivo de esta especie es que se trata de la única planta de polinización ornitófila documentada en Europa: algunos paseriformes como las currucas (Sylvia atricapilla y Sylvia melanocephala) o el mosquitero común (Phylloscopus collybita) visitan sus flores en busca de néctar y transfiriendo eficazmente, al mismo tiempo, el polen.

## Distribución y hábitat
Se trata de una planta de distribución mediterránea, que habita sobre todo en matorrales, bordes de caminos y otros lugares parcialmente antropizados.
Es posible que su irregular distribución se deba a que una parte de las poblaciones silvestres sean producto del cultivo, en tiempos pasados, de esta planta. 

## Propiedades

### Medicinales
Esta planta contiene los alcaloides anagirina, con propiedades eméticas, y citisina, que actúa como depresor respiratorio (administrado en dosis suficientemente elevadas, produce la muerte). Ha sido utilizado en medicina popular como emético y antiasmático, pero su elevada toxicidad hace totalmente desaconsejable su utilización como remedio casero.
Indicaciones: La mata es purgante, vermífugo. La semilla es laxante y emética.

### Otros usos
Durante la Edad Media esta planta se utilizaba para envenenar las puntas de las flechas que se disparaban con los arcos o las ballestas.

## Taxonomía
Anagyris foetida fue descrita por Carlos Linneo y publicado en Species Plantarum 1: 374. 1753.
Etimología
Anagyris: nombre genérico que deriva del griego (onógyros), latinizado anagyris  en Dioscórides y Plinio el Viejo, según parece, refiriéndose al hediondo o altramuz hediondo (Anagyris foetida L.).
foetida: epíteto latíno que significa "fétida, de olor desagradable".
sinonimia
- Anagyris neapolitana Ten. [1831, Syll. Fl. Neap. : 198]
- Anagyris foetida subsp. neapolitana (Ten.) Arcang.[3]

## Nombres comunes
- Castellano: algarrobo del diablo, altramuz, altramuz del diablo, altramuz fétido, altramuz hediondo, altramuz silvestre, anagíride, anagiris, árbol hediondo, chocho del diablo, cocho del diablo, collar de bruja, collar de brujas, collar de pastores, collar dorado, contera, contera pudenta, erfa, garrofero del diablo, hediondo, hediondo de Europa, hediondo del diablo, jediondo, jeyondero, leño hediondo, mongetera borda, yerba del embarazado.[4]